# Тузли (Білгород-Дністровський район)
Тузли́ — село в Україні, в Білгород-Дністровському районі Одеської області. Центр Тузлівської сільської громади. Населення становить 1914 осіб.

## Географія
Село Тузли розташоване на західному березі лиману Бурнас, який входить до складу Національного природного парку «Тузловські лимани».

## Історія
Після російсько-турецької війни 1806—1812 років на лиманах Тузлівської групи почався активний період видобутку самосадкової солі.
Сіль активно стали добувати на лимані Бурнас і згодом виникло село Тузли. Воно було засноване у 1787 році чабанами, які зі своїми отарами зупинялися поблизу солеварень. Звідси село й отримало свою назву від тюркського слова «tuz» — сіль. Для керівництва соляними промислами було створено Контору Соляного Управління, тому село Тузли у першій половині ХІХ століття іноді ще називали просто Контора. На місці цієї Контори згодом було збудовано церкву Святого Архангела Михаїла.

### Топонім→Ойконім
рос. Тузлы, рум. Tuzla, босн. Tuzla, хорв. Tuzla, серб. Тузла, сербохорв. Tuzla, крим. Tuzla, тур. Tuz
«сіль», «солоний», «місце видобування солі», «соляне місце», «соляна місцина»
Назви поселення, що знайдені на історичних картах різного часу:
- 1792 — турецько-татарське поселення ТарчибрамЪ[2].
- 1877 — рум. Tuzla[3].
- 1897 — нім. Tuzly[4].
- 1901 — нім. Tusly[5].
- 1921 — рос. Тузлы[6].
- 1925 — англ. Tuzly[7].

## АТП (адміністративно-територіальний поділ)
- 16 ст. — Золота Орда → Ногайська орда → Мала Ногайська орда → Білгородська орда
- 17-18 ст. — Османська імперія \ вілаєт Сілістра \ Аккерманська каза \ Білгородська орда
- 1818 — Російська імперія \ Новоросія \ Бессарабська область \ Ізмаїльський повіт \ Тузлівська волость \ село Тузли
- 1828 — Російська імперія \ Новоросійська губернія \ Ізмаїльський повіт \ Тузлівська волость \ село Тузли
- 1856 — Османська імперія \ Молдовське князівство
- 1858 — Османська імперія \ Об'єднане князівство Волощини й Молдови
- 1859 — Османська імперія \ Князівство Румунія
- 1873 – 1918 — Російська імперія \ Новоросійська група \ Бессарабська губернія \ Буджак (історична область) \ Ізмаїльський повіт \ 5-й стан \ Тузлівська волость \ село Тузли[8]
- 1918 – 1940 — Румунське королівство \ Губернаторство Бессарабія \ Аккерманський жудець \ Тузлівський плас \ комуна Тузла[9]
- 07.08.1940 — СРСР \ УРСР \ Аккерманська область \ Тузлівський район \ Тузлівська сільська рада \ село Тузли
- 07.12.1940 — СРСР \ УРСР \ Ізмаїльська область \ Тузлівський район \ Тузлівська сільська рада \ село Тузли
- 1941 – 1944 — Румунське королівство \ Губернаторство Бессарабія \ Аккерманський жудець \ Тузлівський плас \ комуна Тузла[10]
- 01.09.1946 — СРСР \ УРСР \ Ізмаїльська область \ Тузлівський район \ сільська рада \ село Тузли[11]
- 01.01.1979 — СРСР \ УРСР \ Одеська область \ Татарбунарський район \ Тузлівська сільська рада \ село Тузли[12]
- 24 серпня 1991 — Україна \ Одеська область \ Татарбунарський район \ Тузлівська сільська рада \ село Тузли[13]
- 7 серпня 2015 — Україна \ Одеська область \ Татарбунарський район \ Тузлівська сільська громада \ село Тузли[14]

17 липня 2020 — Україна \ Одеська область \ Білгород-Дністровський район \ Тузлівська сільська громада \ село Тузли

## Населення
Згідно з переписом УРСР 1989 року чисельність наявного населення села становила 1925 осіб, з яких 902 чоловіки та 1023 жінки.
За переписом населення України 2001 року в селі мешкало 1905 осіб.

### Мова
Розподіл населення за рідною мовою за даними перепису 2001 року:
| Мова       | Відсоток |
| ---------- | -------- |
| українська | 90,65 %  |
| російська  | 6,11 %   |
| молдовська | 1,57 %   |
| болгарська | 0,94 %   |
| вірменська | 0,21 %   |
| гагаузька  | 0,16 %   |
| білоруська | 0,10 %   |
| циганська  | 0,10 %   |

## Релігія
УПЦ КП
УПЦ МП

## Відомі люди
- Михайло де Рібас (1808—1882) — журналіст, дипломат. Віцеконсул Неаполю в Одесі.